# Edilândia

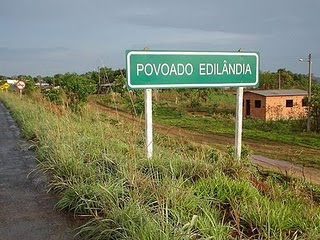
Placa de Edilândia

Edilândia é um povoado do município de Cocalzinho de Goiás, no estado de Goiás situado às margens da BR-070. Num estudo realizado numa fazenda local foi constatada a presença de cálcio e fósforo em quantidades intoxicantes.